# Omari Tetradze
Omari Mikhailovich Tetradze (en ruso: Омари Михайлович Тетрадзе; Velospiri, Unión Soviética, 13 de octubre de 1969) es un exfutbolista georgiano. Actualmente es entrenador y, hasta la fecha, dirige al FC Saburtalo Tbilisi de la Umaglesi Liga.

## Trayectoria

### Como jugador
| Club                  | País            | Años      |
| --------------------- | --------------- | --------- |
| FC Dinamo Tbilisi     | Unión Soviética | 1987-1989 |
| Mertskhali Ozurgeti   | Unión Soviética | 1990      |
| FC Dinamo de Moscú    | Rusia           | 1991-1994 |
| FC Alania Vladikavkaz | Rusia           | 1995-1996 |
| AS Roma               | Italia          | 1997-1999 |
| PAOK Salónica FC      | Grecia          | 1999-2001 |
| FC Alania Vladikavkaz | Rusia           | 2002      |
| FC Anzhi Majachkalá   | Rusia           | 2003      |
| Krylia Sovetov Samara | Rusia           | 2004-2005 |

### Como entrenador
| Club                     | País       | Años      |
| ------------------------ | ---------- | --------- |
| FC Anzhi Makhachkala     | Rusia      | 2007-2010 |
| FC Volga Nizhny Novgorod | Rusia      | 2010-2011 |
| FC Jimki                 | Rusia      | 2012-2013 |
| FC Zhetysu               | Kazajistán | 2013-2014 |
| Yenisey Krasnoyarsk      | Rusia      | 2015-2016 |
| FC Tobol                 | Kazajistán | 2016-2017 |
| FC Saburtalo Tbilisi     | Georgia    | 2023 -    |

## Vida perosnal
A comienzos de la década de 1990 recibió la nacionalidad griega pero luego renunció a ella. Tetradze se considera asimismo como étnicamente griego, pero dice que Georgia es su hogar.

## Palmarés

### Como jugador
| Título                | Club                  | País    | Año  |
| --------------------- | --------------------- | ------- | ---- |
| Umaglesi Liga         | Dinamo Tbilisi        | Georgia | 1990 |
| Liga Premier de Rusia | FC Alania Vladikavkaz | Rusia   | 1995 |
| Copa de Grecia        | PAOK Salónica         | Grecia  | 2001 |

### Como entrenador
| Título                                  | Club                  | País  | Año  |
| --------------------------------------- | --------------------- | ----- | ---- |
| Primera División de Rusia               | FK Anzhí Majachkalá   | Rusia | 2009 |
| Subcampeonato Primera División de Rusia | Volga Nizhny Novgorod | Rusia | 2010 |

### Individuales
- Mejor entrenador de la Primera División de Rusia: 2009.